# مؤسسة الإذاعة والتلفزيون التركية
مؤسسة الإذاعة والتلفزيون التركية، (بالتركية: Türkiye Radyo ve Televizyon Kurumu)‏ وتعرف أيضاً باسم تي آر تى (TRT)، تأسست في عام 1964، وهي الاذاعة الوطنية والعامة في تركيا. حوالي 70 ٪ من التمويل للقناة يأتي من الضرائب المفروضة على فواتير الكهرباء وضريبة المبيعات على التلفزيون وأجهزة الراديو.

## المحلية
- قناة TRT 1(أطلقت: يناير 1968). تبث مختلف أنواع البرامج، من الأفلام والمسلسلات التركية والهندية، إلى الموسيقى التقليدية التركية، وأيضا الموسيقى الشبابية.
- قناة TRT Haber {قناة الأخبار} (أطلقت: سبتمبر 1986) - مهتمة بالأخبار، المال والأعمال، أخبار الرياضة والطقس.
- قناة TRT Spor {قناة الرياضة} (أطلقت: أكتوبر 1989) مهتمة بأخبار الرياضة التركية بجميع تفاصيلها، بالإضافة إلى تغطية دوري أبطال أوروبا، وبعض الدوريات العالمية.
- قناة TRT Çocuk {قناة الأطفال} (أطلقت: نوفمبر 2008). تعرض هذه القناة البرامج المخصصة للأطفال، من أ إلى ي.
- قناة TRT Anadolu {قناة الأناضول} (أطلقت: مايو 2009) تعرض محتويات قنوات جهوية تركية.
- قناة TRT Kurdi {القناة الكردية} (أطلقت: يناير 2009). قناة تعرض محتواها باللغة الكردية.
- قناة TRT Arabi {تي آر تي عربي} (أطلقت: أبريل 2010). تعرض محتواها باللغة العربية للشرق الأوسط وشمال أفريقيا.
- قناة TRT Müzik {قناة الموسيقى} (أطلقت: نوفمبر 2009). هي قناة تعرض جميع أنواع الموسيقى 24 ساعة/24.
- قناة TRT Belgesel {القناة الوثائقية} (أطلقت: نوفمبر 2009). أنشئت هذه القناة لعرض الوثائقيات 24 ساعة/ 24 .
- قناةTRT Okul {القناة التربوية}… (أطلقت:31 يناير 2011). قناة تربوية للأطفال ذات برامج ثقافية .
- قناة TRT HD، (أطلقت: مايو 2010) -الشاشة عالية الوضوح، عبارة عن مجموعة من كل القنوات المعروضة بجودة وضوح عالية.[1]

## دولي
- قناة TRT Türk، (معروفة بكونها TRT INT). أخبار عالمية، تداولات مباشرة، وثائقيات، وبرامج ثقافية. هي الخطوة الأولى للمغادرين من أراضي تركيا نحو العالم.
- قناة TRT Avaz، (معروفة ب TRT Türk) (بدأت بثها في مارس 2009). القناة العالمية المحبوبة لدى الأتراك المقيمين في البلقان. تقدم برامجها بلغات مختلفة مثل التركية، اليونانية.

## احتفال
في يناير 2018، احتفلت TRT بعيد ميلادها 50. وظهر الاحتفال على شكل برامج ونشرات إخبارية تعرف بالقناة. هذا الحدث حصل أيضا في 1978، 1988 و 1998. في 2008.

## أوقات الإغلاق والفتح على مر السنين
- 31 يناير 1968: TRT 1 أطلقت على الساعة 19:15 وأغلقت في 20:51.
- 1970: قناة TRT 1 تفتح على الساعة 19:00 وتغلق في 22:00.
- 1975: قناة TRT 1 من الإثنين إلى الجمعة تفتح في 19:00 وتغلق على الساعة 23:00. في نهاية الأسبوع تفتح في الساعة 18:00 وتغلق منتصف الليل.
- 1981: قناة TRT 1 من الاثنين إلى الجمعة تفتح في 19:45 وتغلق في 23:00، نهاية الأسبوع تفتح في 17:00 وتغلق في .23:40.
- 1984: قناة TRT 1 تفتح في 19:00 وتغلق في 23:00 أيام الأسبوع. نهاية الأسبوع من 17:30 إلى 23:00.
- 1986: قناة TRT 1 تغلق منتصف الليل، TRT 2 في 23:30
- 1987: قناتي TRT 1 وTRT 2 تغلقان في 23:30.
- 1988: قناة TRT 1 تغلق في 1:00 ليلا، TRT 2 منتصف الليل.
- 1989: قناة TRT 1 تغلق في 1:00ليلا، TRT 2 وTRT 3 منتصف الليل.
- 1990: قناة TRT 1 تغلق في 1:00 ليلا، TRT 2 وTRT 3 في منتصف الليل، TRT 4 في الساعة 23:30.
- 1992: قناة TRT 1 تغلق في 2:00 ليلا، 2am, TRT 2 في الساعة 1:00 ليلا، TRT 3 في منتصف الليل، TRT 4 في الساعة 23:30.
- 1993: قناة TRT 2 تغلق في 1:00، TRT 3 منتصف الليل، TRT 4 في الساعة 23:30.
- 1997: قناتي TRT 1 و 2 تغلق في 1:00، TRT 3 و4 في منتصف الليل.
- 2002: قناتي TRT 1 & 2 مفتوحة 24/7. 3 و4 مفتوحة من 7:00-0:30.
- منذ 2010 كل القنوات 24/7 (TRT 4/TRT Çocuk (للأطفال) (القناة الرابعة ل TRT) و TRT GAP/(قناة الرياضة)TRT Spor/TBMM-TV(القناة الثالثة لTRT)).

## قناةراديو
توجد إذاعة تركية دولية تسمى إذاعة صوت تركيا تبث عبر الموجات القصيرة والأقمار الاصطناعية .

## إلحاق المؤسسة برئاسة الجمهورية
ألحقت مؤسسة الإذاعة والتلفزيون التركية برئاسة الإعلام في رئاسة الجمهورية التركية يوم 24/7/2018 بعد انتقال تركيا من النظام البرلماني إلى النظام الرئاسي

## انطلاق قناة تى ري تى العربية
تم افتتاح فرع لقناة تي آر تي باللغة العربية في يوم الأحد بتأريخ 4 من أبريل عام 2010م.

## وصلات خارجية
- الموقع الرسمي